# Sherlock Holmes (2009)
Sherlock Holmes is een Britse film uit 2009, gebaseerd op het gelijknamige personage bedacht door Arthur Conan Doyle. De film is geproduceerd door Warner Bros., en geregisseerd door Guy Ritchie. Robert Downey jr. vertolkt in de film de rol van Holmes, en Jude Law die van John H. Watson. Andere hoofdrollen zijn weggelegd voor Mark Strong, Rachel McAdams, Eddie Marsan en Hans Matheson.

## Verhaal
De film speelt zich af in het jaar 1891. Bij aanvang van de film haasten Sherlock Holmes en Dr. John Watson zich om een offerritueel, uitgevoerd door de sinistere Lord Blackwood, te stoppen. De twee zijn net op tijd om Blackwood tegen te houden, waarna deze wordt gearresteerd door de politie. Hij wordt voor zijn daad ter dood veroordeeld. Zijn executie vindt drie maanden later plaats. Ondertussen begint Holmes aan een nieuw onderzoek, en maakt Watson plannen om hun gezamenlijke appartement aan 221B Baker Street te verlaten, omdat hij van plan is te trouwen met Mary Morstan en een eigen zaak te beginnen. Holmes woont de executie van Blackwood bij. Vlak voor hij wordt opgehangen, zweert Blackwood dat na zijn dood nog drie moorden zullen plaatsvinden.
Holmes wordt benaderd door Irene Adler, een meestercrimineel op wie hij een oogje heeft. Ze biedt hem aan voor haar een vermiste roodharige man, Reoran genaamd, op te sporen. Holmes probeert te achterhalen door wie Adler gestuurd is, maar ontdekt enkel dat haar opdrachtgever professor is.
Drie dagen na Blackwoods executie, blijkt zijn graf te zijn open gebroken. Tevens beweren verschillende mensen Blackwood te hebben gezien. Holmes, Watson, en politiechef Lestrade vinden in Blackwoods doodskist het lichaam van Reoran. Holmes vindt op het lijk een zakhorloge van een winkel in Londen. In het huis van Reoran ontdekken ze verschillende chemische experimenten. Het huis wordt kort na hun ontdekking doelwit van drie brandstichters, die zo de aanwezige bewijzen willen vernietigen. Een achtervolging tussen Holmes, Watson en het trio ontstaat, waarbij Holmes en Watson een paar keer aan een aanslag op hun leven kunnen ontkomen. Ze veroorzaken bij hun achtervolging echter wel een hoop schade en worden gearresteerd.
Watson komt snel op borgtocht vrij dankzij Miss Morstan, maar Holmes wordt vanuit de gevangenis naar een tempel gebracht van een geheim genootschap. De leiders, Sir Thomas en Lord Coward, onthullen Holmes dat Blackwood ook lid was van hun groep. Ze smeken Holmes om hem te stoppen. Holmes slaat hun aanbod af, maar gaat vervolgens op eigen kracht toch verder met het onderzoek. Hij concludeert onder andere dat Blackwood Sir Thomas' zoon is.
Twee leden van het genootschap worden gedood door Blackwood via, zo lijkt het, magische methodes: Sir Thomas verdrinkt in zijn badkuip terwijl er schijnbaar niemand aanwezig was, en ambassadeur Standish vliegt spontaan in brand wanneer hij Blackwood probeert neer te schieten. Blackwood neemt na de dood van deze twee het bevel over het genootschap over, geholpen door Lord Coward (die al die tijd al voor hem bleek te werken). Hij wil het genootschap gebruiken om de Britten ertoe aan te zetten de Verenigde Staten, die zijn verzwakt door de Amerikaanse Burgeroorlog, te heroveren. Om Holmes zolang bezig te houden, ontvoert hij Adler.
Holmes ontdekt het verband tussen de moorden: Reoran, Sir Thomas en ambassadeur Standish waren drie mensen die drie van de vier onderdelen van de mythische Sfinx symboliseerden: mens, os en adelaar. Nu ze dood zijn, kan Blackwood de spreuk van de sfinx voor zijn doeleinden gebruiken. Hij heeft volgens Holmes alleen nog een personificatie van het vierde deel nodig: de leeuw. Holmes concludeert dat het Britse parlement dit onderdeel symboliseert. Holmes en Watson redden Adler, en haasten zich naar het parlement. Daar ontdekken ze in de riolen een complexe machine, die bedoeld is om de mensen in het parlementsgebouw gifgas te laten inademen (cyanide). Handlangers van Blackwood hebben een tegengif gehad en zullen niet reageren op de schadelijke stof; mensen die geen fan zijn van Blackwood hebben dit tegengif niet gehad en zullen sterven. Op deze manier bewijst Blackwood aan zijn handlangers die met eigen ogen zien dat mensen "zomaar" sterven dat zijn (niet bestaande) magische krachten echt bestaan. Holmes en Watson saboteren de machine.
Nu hun plan is mislukt proberen Blackwood en Coward te ontsnappen. Holmes confronteert Blackwoord op de nog onvoltooide Tower Bridge. Hier onthult Holmes dat hij weet dat Blackwood geen magiër is, maar dat al zijn trucs slechts een combinatie van wetenschap en misleiding waren. In de worsteling die ontstaat valt Blackwood van de brug, en wordt opgehangen aan een ketting.
Naderhand hoort Holmes van Adler dat haar opdrachtgever een zekere "Professor Moriarty" is, en zij waarschuwt hem dat deze net zo slim is als Holmes. Terwijl Holmes bezig was Blackwood tegen te houden, heeft Moriarty diens machine gestolen. Holmes maakt van het vinden van Moriarty zijn volgende zaak.

## Rolverdeling
| Acteur            | Personage           |
| ----------------- | ------------------- |
| Robert Downey jr. | Sherlock Holmes     |
| Jude Law          | John H. Watson      |
| Rachel McAdams    | Irene Adler         |
| Mark Strong       | Lord Blackwood      |
| Kelly Reilly      | Mary Morstan        |
| Eddie Marsan      | Inspecteur Lestrade |
| William Houston   | Constable Clark     |

## Achtergrond

### Productie
Producer Lionel Wigram zocht al tien jaar naar een manier om het personage Sherlock Holmes nieuw leven in te blazen voor een film. Hij had zijn eigen idee over hoe het personage eruit zou zien. Na in 2006 zijn positie als uitvoerend producent voor Warner Bros. te hebben opgegeven, begon Wigram zijn plannen voor de film uit te werken. Hij wilde het verhaal zo maken dat het een zo groot mogelijk publiek zou aantrekken. Hiervoor mengde hij elementen uit meerdere Sherlock Holmes-verhalen.
Lord Blackwood is gebaseerd op Aleister Crowley, vanwege Doyles eigen fascinatie met het occultisme. Hij vond het bovendien toepasselijker om Holmes, die een bijna bovennatuurlijke gave heeft voor het oplossen van misdaden, tegenover een bovennatuurlijke vijand te zetten. In plaats van een scenario, liet Wigram John Watkiss een strip maken over hoe het verhaal voor de film. Professor Moriarty's bestaan wordt in deze strip ook vermeld, maar zal mogelijk dienen voor een eventueel vervolg.
In maart 2007 besloot Warner Bros. de film te produceren. Hoewel de meeste Sherlock Holmes-verhalen zich in de Verenigde Staten in het publiek domein bevinden, moesten er voor de productie begon wel wat formaliteiten worden afgehandeld met Arthur Conan Doyle’s familie. Neil Marshall werd gekozen als regisseur, maar Guy Ritchie tekende uiteindelijk voor de regie in juni 2008. Hij wilde de film meer authentiek maken aan de verhalen van Doyle.
De opnames begonnen in oktober 2008. De ploeg filmde onder andere in Freemasons' Hall, St Paul's Cathedral, het Northern Quarter van Manchester en de Manchester Town Hall. De openingsscène werd in drie dagen opgenomen in de kerk St Bartholomew-the-Great in Londen. De opnames brachten een aantal problemen met zich mee. Zo sloeg in november 2008 stuntman Robert Maillet bij een opname per ongeluk Robert Downey jr. in het gezicht, waardoor deze een tijdje moest bijkomen. The Sun rapporteerde dat op 28 november een tankwagen in brand was gevlogen, waardoor de opnames twee uur lang moesten worden stilgelegd. De opnames bij St John's Street in december 2008 moesten worden verkort van 13 naar 9 dagen vanwege klachten van omwonenden.

### Acteurs
Downey was met zijn vrouw, producer Susan Downey, op bezoek bij Joel Silver toen hij van de film hoorde en solliciteerde meteen voor de rol. Ritchie was aanvankelijk van mening dat Downey te oud was voor de rol, daar hij de film wilde laten draaien om een jongere Sherlock Holmes die aan het begin van zijn carrière stond (gelijk aan Batman Begins). Uiteindelijk kreeg Downey de rol toch. Downey wilde zich meer toeleggen op Holmes' patriottische kant, en was van mening dat zijn rol in de film Chaplin hem al had voorbereid op het Britse accent dat hij aan zijn personage zou moeten geven.
Voor de rol van Watson werd Jude Law gekozen. Hij was al lange tijd een Holmesfan en had al eerder meegespeeld in een aflevering van de serie The Adventures of Sherlock Holmes. Hij kreeg de rol na een ontmoeting met Downey. Al snel werd besloten om van zijn personage niet de stuntelige en humoristische Watson te maken zoals men die kende van Nigel Bruce’s rol als het personage, maar meer te focussen op zijn geschiedenis als oorlogsveteraan, legerarts, gokker en vrouwenversierder. Law maakte voor zijn rol een lijst van uitspraken van Watson uit de boeken, om hier eventueel zijn dialoog mee aan te vullen. Voordat Law de rol kreeg, had Ritchie Russell Crowe op het oog voor de rol.

### Filmmuziek
Regisseur Guy Ritchie gebruikte aanvankelijk de muziek van de film The Dark Knight door Zimmer als basis voor de muziek van Sherlock Holmes. Hij benaderde Zimmer om de muziek voor Holmes te componeren, maar deze vertelde hem het heel anders aan te pakken. Hij dacht meer aan muziek in de stijl van the Pogues. Zimmer gebruikte onder andere een banjo, cimbalom, viool en piano als basis.
Het album omvat de volgende nummers:
1. Discombobulate (2:25)
2. Is It Poison, Nanny? (2:53)
3. I Never Woke Up In Handcuffs Before (1:44)
4. My Mind Rebels At Stagnation (4:31)
5. Data, Data, Data (2:15)
6. He's Killed The Dog Again (3:15)
7. Marital Sabotage (3:44)
8. Not In Blood, But In Bond (2:13)
9. Ah, Putrefaction (1:50)
10. Panic, Sheer Bloody Panic (2:38)
11. Psychological Recovery... 6 Months (18:18)
12. Catatonic (6:44)

### Ontvangst
De film ging in première op 14 december 2009 in Londen. De film werd met redelijk goede reacties ontvangen door critici. Op Rotten Tomatoes scoort de film 70% aan goede beoordelingen. Critici prezen de effecten en de personages, maar merkten wel op dat de film qua verhaal sterk afwijkt van de traditionele Sherlock Holmes-verhalen.

### Trivia
- De letters V.R. die Holmes in de muur schiet staan voor Victoria Regina beter bekend als koningin Victoria
- Het restaurant waar Holmes en Watson eten is de Reform Club, een restaurant waar politici en mensen uit politieke kringen eten.
- Op 16 december 2011 kreeg de film een vervolg, Sherlock Holmes: A Game of Shadows.

## Prijzen en nominaties
Sherlock Holmes won in totaal 7 prijzen:
- De Excellence in Production Design Award van de Art Directors Guild
- De Empire Award voor beste thriller.
- De Golden Globe Best Performance by an Actor in a Motion Picture - Comedy Or Musical - Robert Downey jr.
- De IFTA Award voor beste internationale acteur (Robert Downey jr.)
- Twee Teen Choice Awards

De VES Award voor Outstanding Supporting Visual Effects in a Feature Motion Picture